# Packard Four Hundred

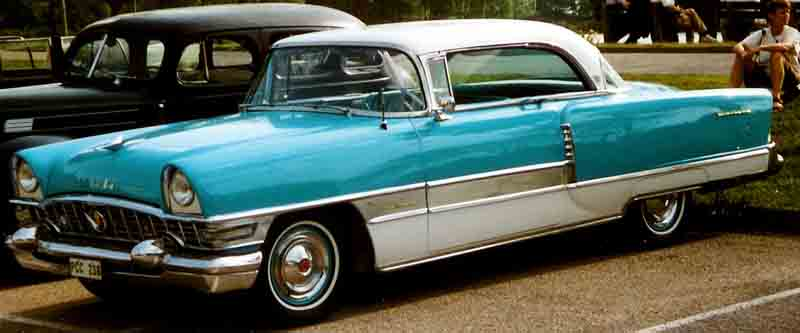
Packard Four Hundred de 1955

El Packard Four Hundred fue un automóvil construido por Studebaker-Packard Corporation de South Bend (Indiana) durante los años modelo de 1955 y 1956. Durante sus dos años de producción, el Four Hundred fue construido en las instalaciones de Packard en Detroit, y estaba considerado como parte de la gama de modelos senior de Packard.

## Historia
Entre 1951 y el momento en que el último Packard fabricado en Detroit salió de la cadena de producción en 1956, la estrategia de marketing y la convención de nombres de modelos de Packard estaban en un estado de cambio constante, mientras que el fabricante de automóviles luchaba por redefinirse como un productor de automóviles de lujo separándose de su gama de modelos de gran volumen de ventas que designó como Clipper. Como resultado de esta situación, la empresa presentó varios modelos que se mantuvieron durante un solo año durante este período.
En 1951 y 1952, el fabricante de automóviles intentó utilizar una estructura de nomenclatura numérica que designaba los modelos júnior de Packard como Packard 200 y Packard 250 y sus vehículos senior como Packard 300, mientras que su nivel de equipamiento más alto disponible era el Packard Patrician 400. El Patrician 400 reemplazó la gama de modelos Custom 8 del año modelo anterior.
El nombre del modelo 400 se eliminó de la gama de modelos Patrician a principios de la gama de modelos de 1953, aunque el nombre Patrician continuó ocupando el nivel de equipamiento prémium de Packard desde 1953 hasta 1956.

## 1955 y 1956

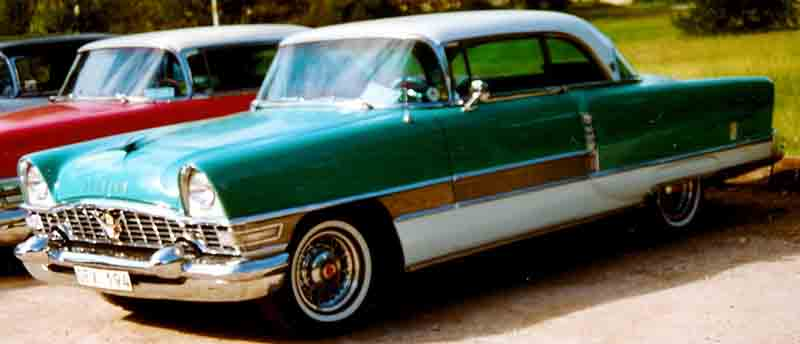
Packard Four Hundred 5580 de 1955

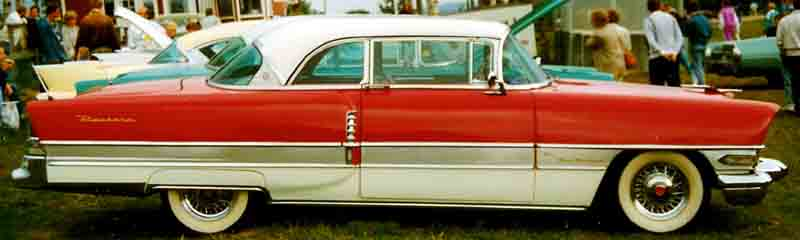
Packard Four Hundred de 1956

Para 1955, Packard volvió a emplear el nombre Four Hundred y se lo asignó al hardtop de dos puertas de su gama de modelos sénior. Las señales visuales que contribuían a identificar fácilmente el 400 incluyeron una banda de color en toda la parte inferior del automóvil coronada por una banda a color parcial que se truncaba en el borde trasero de las puertas delanteras. El texto "The Four Hundred" en metal anodizado dorado adornaba la banda entre el hueco de la rueda delantera y el borde de la puerta.
Los cambios en el Four Hundred de 1956 siguieron a una serie de modificaciones en toda la gama senior de Packard, en su intento de distanciarse aún más del Clipper, que ahora era su propia marca en 1956. El Four Hundred compartía su carrocería y chasis con el nuevo y más caro hardtop Caribbean de 1956.
Los Packard senior recibieron una calandra con nueva textura y esquemas de pintura de varios tonos. Los automóviles también recibieron una carcasa de los faros modificada, con un saliente un poco más largo que se extendía sobre el faro, así como una parrilla tipo caja de huevos más distintiva. Todos los Packard senior de 1956 tenían el escudo de Packard desplazado al frente del capó, dejando el emblema del "círculo y la V" en la parrilla, que quedaba algo desnuda.
La potencia se incrementó a medida que el nuevo V8 de 1955 se amplió de 352 a 374 pulgadas cúbicas, con una mejora correspondiente en la potencia declarada. Se ofreció como opción en el Four Hundred (y la en la serie Patrician, estándar en el Caribbean) una nueva transmisión automática Ultramatic controlada con una caja de pulsadores, con los botones ubicados en una cápsula montada junto a la columna de dirección del volante. Aunque sofisticado, resultó problemático. Un selector más simple directamente montado sobre la columna del volante era el equipo estándar.
En 1956, la posición financiera de Studebaker-Packard se deterioró hasta el punto de que el fabricante de automóviles ya no podía permitirse el lujo de mantener dos marcas distintas de automóviles producidos en dos instalaciones distintas. Para 1957, Studebaker-Packard presentó una sola gama de modelos denominada bajo la denominación Clipper. A finales del año modelo 1958, el nombre de Packard dejó de ser una marca automotriz en los Estados Unidos.
Los totales de producción del Packard Four Hundred en 1955 llegaron a las 7.206 unidades y a 3.224 unidades para el año 1956.